# Reserva Natural de Laukesoo
A Reserva Natural de Laukesoo é uma reserva natural localizada no condado de Harju, na Estónia.
A área da reserva natural é de 2556 hectares.
A área protegida foi fundada em 1981 com base na Área de Conservação do Pantanal de Laukesoo.